# Église Santa Maria del Divino Amore
L'église Santa Maria del Divino Amore (Sainte-Marie-de-l'Amour-Divin) est une église du centre historique de Naples située piazzetta del Divino Amore qui donne sur la via del Grande Archivio, la via de Blasiis et sur le vicoletto Paparelle al Pendino.

## Histoire et description
L'histoire de l'église est similaire à celle du couvent qu'elle dessert à l'origine. L'édifice est construit à l'emplacement du palazzo Villani ; cette famille à laquelle appartenait Beatrice Villani est donc à l'origine de sa fondation. Elle est reconstruite par Giovanni Battista Manni (it) au début du XVIIIe siècle. Elle s'inscrit dans un plan en forme de croix grecque et présente un aspect harmonieux et bien proportionné.

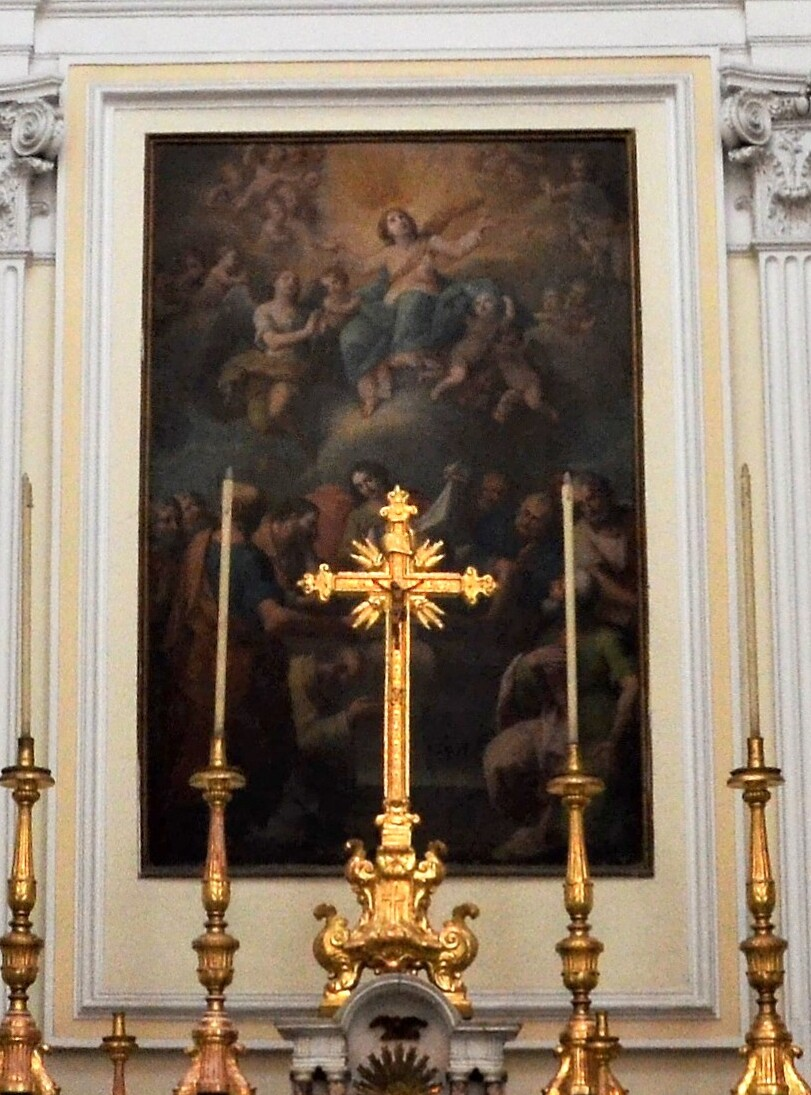
Tableaux d'Andrea Mattei

Sa façade cependant est fort sobre car elle reprend la structure préexistante du XVIe siècle. Ainsi le corridor qui mène à l'église correspond à l'ancien atrium du vieux palais.
Ferdinando Sanfelice est l'auteur de la décoration intérieure en marbre et en stucs particulièrement originale. Le maître-autel de marbre opus sectile en est un des éléments majeurs. Les tableaux que l'église abrite sont de Francesco de Mura, d'Andrea Mattei et de Giuseppe Mastroleo.

## Couvent
Le couvent donne via San Biagio dei Librai, près de l'église. Il est érigé au XVIIe siècle par Francesco Antonio Picchiatti qui transforme le palazzo Villani en un lieu de clôture religieuse pour des moniales. Il ne fut jamais considéré comme étant de grande valeur artistique, même si les marbres de certaines parties sont à distinguer; la restauration qui intervient au XVIIIe siècle par Ferdinando Sanfelice provoque des remaniements importants.
À l'époque, les religieuses de chœur proviennent dans leur majorité de familles de la noblesse ou de la bourgeoisie fortunée de Naples, promptes à soutenir financièrement le couvent.
La transformation urbanistique qui intervient à la fin du XIXe siècle (appelée Risanamento) provoque la destruction du côté occidental du couvent. Celui-ci était à l'époque en état d'abandon, après que les religieuses en furent chassées par les lois anticongrégationnistes de 1866. Aujourd'hui l'édifice abrite des bureaux, des appartements, une maison de retraite et un dispensaire.